# Frans Bresseleers
Johannes Franciscus (Frans) Bresseleers (Ekeren-Donk, 22 december 1897 - Ekeren,  6 januari 1979) was een Vlaams jeugdschrijver en heemkundige.

## Biografie
Bresseleers behaalde zijn diploma vierde-graadleraar in 1917 aan de Normaalschool te Mechelen. Hij behaalde voor de middenjury ook het humaniora-diploma 'Grieks-Latijn'. Hij behaalde daarnaast ook het diploma van landmeter. Hij werd onderwijzer en vanaf 1945 ook hoofdonderwijzer te Ekeren.
Zijn eerste boek met eigen versjes 'Kleuter op de planken' verscheen in 1926. Daarna volgden de rijmpjesboeken, vertelselboeken en sagenboeken.
De overgang van kinderboekenschrijver naar heemkundige nam zijn aanvang bij een heemkundige tentoonstelling met bijhorende brochure waaraan hij in 1929 zijn medewerking verleende. Vanaf 1938 was hij lid van de 'Vereniging van Kempische Schrijvers' en kon bij de eerste generatie leden gerekend worden. Deze vereniging groepeert Vlaamse letterkundigen, kunstenaars en publicisten uit de Antwerpse Kempen om alzo naast de vriendschapsbetrekkingen van de leden ook het cultureel en artistiek patrimonium van de Kempen te bewaren en te ontwikkelen. Andere leden waren bijvoorbeeld zijn goede vriend Emiel Van Hemeldonck, Ernest Claes, de componist Flor Peeters, Dr. Karel C. Peeters, Armand Preud'homme, Felix Timmermans, Dirk Baksteen, en Ernest Van der Hallen.
In de Tweede Wereldoorlog moest het gezin vluchten toen in Ekeren, dat erg dicht bij de haven van Antwerpen lag, felle strijd geleverd werd en heel het dorp ontruimd moest worden. Deze jaren beschrijft hij ook in een boek 'Ekeren in de Tweede Wereldoorlog'.
In 1957 werd hij ere-schooldirecteur.
Frans Bresseleers was in oktober 1959 een van de oprichters van de Heemkundige Kring van de Antwerpse Polder. Zij zijn de beheerders van het Poldermuseum te Lillo en de uitgevers van het heemkundige tijdschrift 'Polderheem'.
In 1977, rond de kersttijd, verscheen het levenswerk van Frans Bresseleers. Zijn 'Polderboeket' werd een kunstboek van zo’n 300 pagina's. Jaren van opzoekwerk gingen hier aan vooraf. Het gaat om een volledige wetenschappelijke volkskundige studie van heel het gebied waarin de negen polderdorpen behandeld worden; Ekeren, Wilmarsdonk, Oorderen, Lillo, Berendrecht, Hoevenen, Stabroek, Oosterweel en Zandvliet. De historische, sociologische, economische, taalkundige en ecologische aspecten worden behandeld.
Het boek was van bijzonder historisch belang daar het gaat over de vele dorpen die moesten gesloopt worden om plaats te maken voor de uitbreiding van de Antwerpse haven.
Na een ziekbed overleed Bresseleers op 6 januari 1979. Hij liet zijn echtgenote en acht kinderen achter. Bresseleers werd begraven op de begraafplaats Ekeren aan de Driehoekstraat.

## Postuum
Bresseleers archief rond bedevaarten naar Compostella werd na zijn overlijden overgedragen aan het Vlaams Compostelagenootschap in de abdij van Zevenkerken in Brugge.
Zijn vele boeken worden bewaard in onder andere de bibliotheken van de KU Leuven en van de Universiteit Antwerpen.